# Montgarri
Montgarri is een klein dorp in de gemeente Naut Aran in de Val d'Aran in de Spaanse Pyreneeën. 

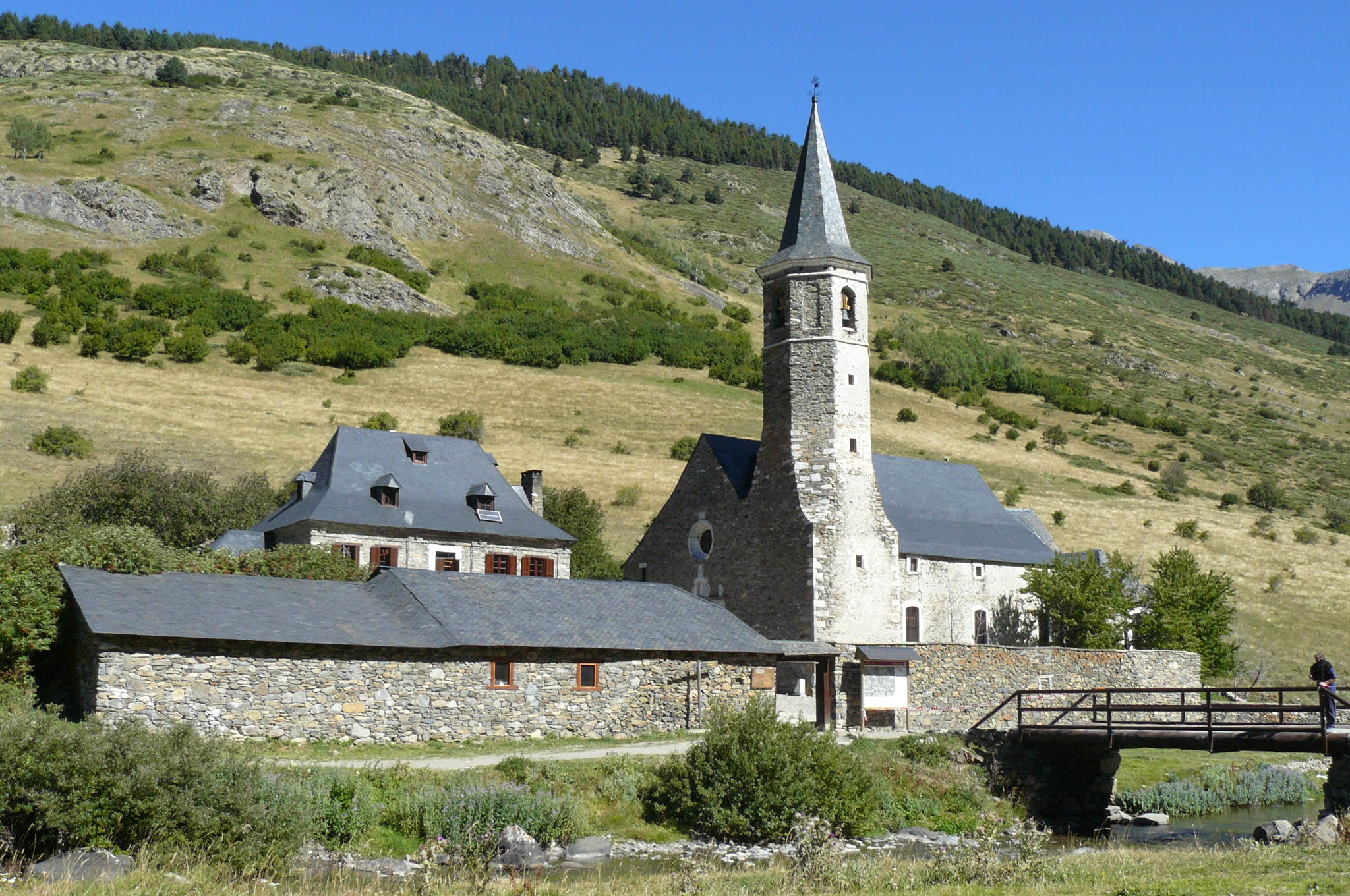
Montgarri

De historie van het dorp gaat tot het jaar 1117, toen het heiligdom aan de rivier de Noguera Pallaresa gebouwd werd op een hoogte van 1645 meter vlak bij de Franse grens. Door het extreme klimaat en de slechte bereikbaarheid werd het dorp in de jaren veertig en vijftig van de twintigste eeuw verlaten, maar  in de jaren tachtig ten dele weer opgebouwd door de Amics de Montgarri. De in de 16e eeuw gebouwde kerk en het voormalige hospitaal, dat heden ten dage dient als berghut, werden door deze stichting gerenoveerd.
Het dorp is bereikbaar vanaf het skigebied Baqueira Beret via een onverharde weg.